# Phare de Stórhöfði
Le phare de Stórhöfði est un phare situé au sud de l'île principale de l'archipel des Vestmannaeyjar, Heimaey, dans la région de Suðurland.